# هيو دبليو. دوغال
هيو دبليو. دوغال (بالإنجليزية: Hugh W. Dougall)‏ هو كاتب ترانيم أمريكي، ولد في 1872 في مدينة سولت ليك في الولايات المتحدة، وتوفي بنفس المكان في 2 مايو 1963.

## وصلات خارجية
- هيو دبليو. دوغال على موقع ميوزك برينز (الإنجليزية)